# Днестровское водохранилище
Днестро́вское водохрани́лище (главное) (укр. Дністровське водосховище) — водохранилище на реке Днестр.
Создано в 1981—1987 гг. по проекту института «Укргидропроект». Створ гидроузла Днестровской ГЭС расположен в 677,7 км от устья реки Днестр, площадь водосбора к створу составляет 40500 км². Норма стока — 274 м³/с. Максимальный расход, на который рассчитан гидроузел — 13260 м³/с.
Расположено на территории Хмельницкой, Черновицкой и Винницкой областей Украины. Плотина Днестровской ГЭС расположена возле г. Новоднестровск Черновицкой области.

## Основные характеристики
- нормальный подпорный уровень — 121,0 м;
- форсированный уровень — 125,0;
- уровень мёртвого объёма — 102,5 м;
- полный объём — 3,0 км³;
- полезный объём — 2,0 км³;
- площадь зеркала — 142 км²;
- длина — 194 км;
- средняя глубина — 21,0 м;
- максимальная глубина — 54 м.
- минерализация воды — 350—420 мг/дм³.

Наполнение водохранилища производилось с конца 1981 по 1987 год, что связано с длительным периодом малой водности.
Водохранилище позволяет производить сезонное регулирование стока Днестра с переходом на годовое и обеспечивать орошение 500 тыс. га земель. Кроме того, уже 25 лет населённые пункты Молдовы и Украины, расположенные на берегах Днестра ниже Днестровской ГЭС и до Чёрного моря, не страдают от катастрофических паводков и весенних ледовых заторов.
Основное предназначение водохранилища — гидроэнергетика. Вместе с тем, обеспечивается защита населённых пунктов от паводков, водоснабжение населения, промышленности и орошение.
В створе гидроузла водохранилища построена Днестровская ГЭС мощностью 702 МВт.

## Днестровское водохранилище (буферное)

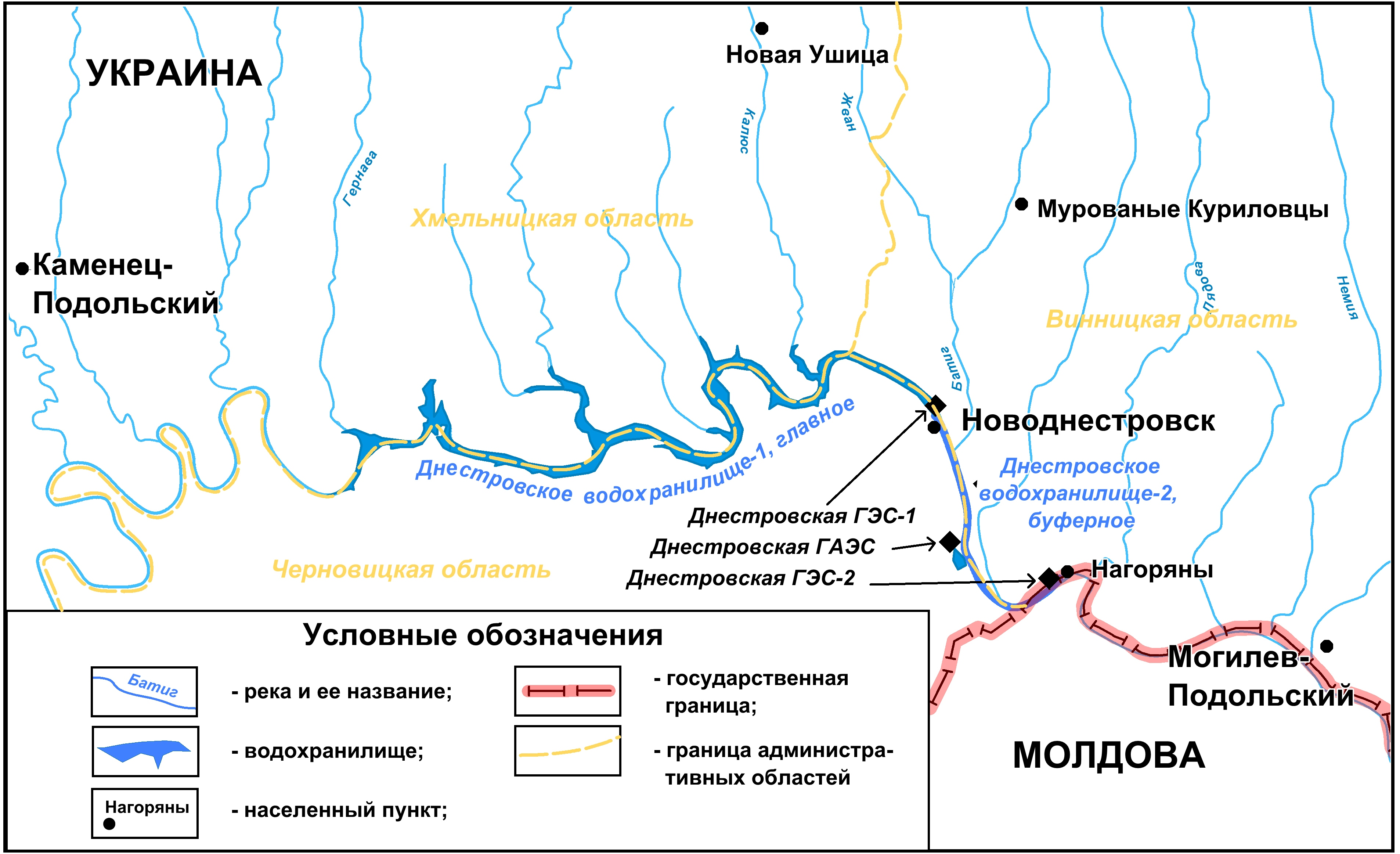
Днестровские водохранилища — главное и буферное

В 20 км ниже по течению от Днестровской ГЭС-1 возле с. Нагоряны (Винницкая область) Винницкой области сооружён буферный гидроузел — Днестровское водохранилище (буферное):
- длина — 19,8 км;
- полный объём — 0,0324 км³;
- площадь зеркала — 6,1 км²;
- максимальная глубина — 9 м;
- средняя глубина — 5,3 м.

Днестровское водохранилище (буферное) предназначено для выравнивания попусков с Днестровского водохранилища (главного) и их влияния на р. Днестр при суточном и недельном регулировании мощности Днестровской ГЭС-1.
Плотина буферного водохранилища имеет 12 водосбросных отверстий.
Левее от плотины сооружена небольшая Днестровская ГЭС-2, мощностью 40,8 МВт.
Буферное водохранилище одновременно является нижним водоёмом для Днестровской ГАЭС.

## Эксплуатация
Эксплуатацию Днестровского водохранилища (главного) и Днестровского водохранилища (буферного), которые входят в состав Днестровского комплексного гидроузла (ДКГУ), производит Днестровско-Прутское бассейновое управление водных ресурсов.
Режим работы водохранилищ определён «Правилами эксплуатации водохранилищ Днестровского комплексного гидроузла (ДКГУ)».
В связи с отставанием фактического водопользования от проектного уровня излишки стока могут использоваться в интересах любого участника водохозяйственного комплекса по решению постоянно действующей межведомственной комиссии.
С целью предотвращения затоплений в нижнем бьефе ДКГУ среднесуточные расходы воды Днестровской ГЭС (за исключением паводков) не должны превышать 1000 м³/с.

## Затопление населённых пунктов
В результате создания Днестровского водохранилища было затоплено 63 населённых пункта, в том числе такие исторические как Бакота, Калюс и Старая Ушица.